# La Nuit des femmes
Pour plus de détails, voir Fiche technique et Distribution.
La Nuit des femmes (女ばかりの夜, Onna bakari no yoru) est un film japonais réalisé par Kinuyo Tanaka et sorti en 1961.

## Synopsis
À la fin des années 1950, les lois anti-prostitution entérinent la fermeture des maisons closes au Japon. Mme Nogami est directrice d'un centre de réinsertion pour anciennes prostituées au sein duquel se côtoient toute une galerie de femmes hautes en couleur. Parmi celles-ci, la jeune Kuniko est particulièrement motivée pour retrouver sa place dans la société japonaise. Avec l'aide de Mme Nogami, elle déniche un emploi dans une épicerie à Tokyo. Si dans les premiers temps tout se passe bien, tout change à partir du moment où sa condition d'ancienne prostituée est découverte. Elle subit alors l'hostilité et la suspicion de la part de la femme de l'épicier ainsi que des sollicitations d'habitués du magasin. Kuniko quitte son emploi et retourne au centre.
Après une autre expérience malheureuse à l'usine Murata, Kuniko trouve enfin un endroit où elle est acceptée au sein d'une pépinière de roses dirigée par Mme Shima. Tsukasa, le jardinier de la pépinière la prend sous son aile, lui enseignant le métier, et il tombe amoureux d'elle. Tsukasa est bien décidé à se marier avec Kuniko. Mais sa famille d'origine noble s'oppose violemment à une telle union, et l'ancien proxénète de Kuniko finit par la retrouver. À nouveau, Kuniko décide de s'enfuir.

## Fiche technique
- Titre : La Nuit des femmes
- Titre original : 女ばかりの夜 (Onna bakari no yoru?)
- Réalisation : Kinuyo Tanaka
- Scénario : Sumie Tanaka, d'après le roman Michi aredo de Masako Yana (ja) publié en 1960[1]
- Musique : Hikaru Hayashi
- Direction artistique : Motoji Kojima
- Photographie : Asakazu Nakai
- Chef électricien : Chihiro Imaizumi
- Son : Noboru Nishio, Kenji Nagaoka
- Montage effets sonores :  Akira Nishio
- Production : Ichirō Nagashima et Hideyuki Shiino
- Société de production : Tokyo Elga Co Ltd., Tōhō
- Sociétés de distribution : 
  - Japon : Tōhō
  - France : Carlotta Films (2022)
- Pays de production :  Japon
- Langue originale : japonais
- Format : noir et blanc — 2,35:1 — 35 mm — son mono
- Genre : drame
- Durée : 93 minutes (métrage : six bobines - 2 530 m[2])
- Date de sortie :
  - Japon : 5 septembre 1961[2]
  - France : 16 février 2022[3]

## Distribution
- Chisako Hara : Kuniko Sugimoto, femme du centre
- Akemi Kita : Chieko, femme du centre, amie de Kuniko
- Chieko Naniwa : Kameju, femme du centre
- Chieko Seki : Oyuki, femme du centre
- Misako Tominaga : Yoshimi Kamikura, femme du centre qui fait le mur
- Kazue Tagami : Matsuko, femme du centre
- Yuki Aresa : Tomeko, femme du centre
- Noriko Sengoku : Shizuka, femme du centre
- Fumiko Okamura : Okada, femme du centre
- Masumi Harukawa : Harada, femme du centre
- Chikage Awashima : Mme Nogami, directrice du centre de réinsertion
- Sadako Sawamura : Dr. Kitamura, employée du centre
- Kokinji Katsura : Tatsukichi Takagi, l'épicier
- Chieko Nakakita : Yoshi Takagi, sa femme
- Kin Sugai : contremaître dans l'usine Murata
- Yōsuke Natsuki : Tsukasa Hayakawa, jardinier à la pépinière
- Kyōko Kagawa : Mme Shima, propriétaire de la pépinière de roses
- Akihiko Hirata : M. Shima, son mari
- Hisaya Itō : ancien proxénète de Kuniko

## Autour du film
Ayako Saito note dans le livre Tanaka Kinuyo: Nation, Stardom and Female Subjectivity, que la fin du film diffère de celle du roman Michi aredo de Masako Yana dont il est l'adaptation. Dans le roman, l'héroïne Kuniko finit par retourner dans la rue à la prostitution. Kinuyo Tanaka et Sumie Tanaka ont souhaité une conclusion moins pessimiste dans le film, le dernier plan montre Kuniko exerçant le métier d'ama (pêcheuse sous-marine en apnée).